# Wojsak
Wojsak – jezioro w Polsce w województwie warmińsko-mazurskim, w powiecie giżyckim, w gminie Giżycko.

## Położenie
Jezioro leży na Pojezierzu Mazurskim, w mezoregionie Wielkich Jezior Mazurskich, w dorzeczu Węgorapa–Pregoła. Znajduje się w bezpośrednim sąsiedztwie Giżycka, na północnym zachodzie. Ma połączenie z Kisajnem i Kanałem Giżyckim.
Zbiornik wodny według typologii rybackiej jezior zalicza się do karasiowych.
Dno i stoki ławicy muliste. Otoczenie brzegów stanowią tereny podmokłe, bagniste i płaskie.
Jezioro leży na terenie obwodu rybackiego jeziora Dargin w zlewni rzeki Węgorapa – nr 1. Znajduje się na terenie Obszaru Chronionego Krajobrazu Krainy Wielkich Jezior Mazurskich o łącznej powierzchni 85 527,0 ha.

## Morfometria
Według danych Instytutu Rybactwa Śródlądowego powierzchnia zwierciadła wody jeziora wynosi 35,2 ha. Maksymalna głębokość zbiornika wodnego to 1,9 m. Maksymalna długość jeziora to 1430 m, a szerokość 400 m. Długość linii brzegowej wynosi 3050 m.
Inne dane uzyskano natomiast poprzez planimetrię jeziora na mapach w skali 1:50 000 według Państwowego Układu Współrzędnych 1965, zgodnie z poziomem odniesienia Kronsztadt. Otrzymana w ten sposób powierzchnia zbiornika wodnego to 18,5 ha, a wysokość bezwzględna lustra wody – 116,1 m n.p.m.

## Przyroda
W skład pogłowia występujących ryb wchodzą m.in. karaś, szczupak, lin, płoć i okoń. Roślinność przybrzeżna nierównomierna, przeważa trzcina. Wśród roślinności zanurzonej przeważają osoka aloesowata i ramienice.